# مشهد من الطوفان العظيم
مشهد من الطوفان العظيم هي لوحة زيتية للرسام الفرنسي جوزيف ديزاير كورت رسمها عام 1826 وهي تصور حادثة الطوفان. قامت الحكومة الفرنسية بشراء اللوحة بمبلغ 3000 فرنك  وهي معروضة حالياً في متحف الفنون الجميلة في ليون.